# Мэнли-Хот-Спрингс (аэропорт)
Аэропорт Мэнли-Хот-Спрингс (англ. Manley Hot Springs Airport), (ИАТА: MLY, ИКАО: PAML, FAA LID: MLY) — государственный гражданский аэропорт, расположенный в населённом пункте Мэнли-Хот-Спрингс (Аляска), США.
Деятельность аэропорта субсидируется за счёт средств Федеральной программы США Essential Air Service (EAS) по обеспечению воздушного сообщения между небольшими населёнными пунктами страны.